# ヴェルナー・シュミット＝ベルケ
- ヴェルナー・シュミット＝ボエルケ
- ヴェルナー・シュミット＝ベールケ

ヴェルナー・シュミット＝ベルケ（Werner Schmidt-Boelcke, 1903年7月28日 - 1985年11月5日）は、ドイツの指揮者、作曲家。本名はヴェルナー・アルベルト・アントン・パウル・シュミット(Werner Albert Anton Paul Schmidt)。
ヴァーネミュンデの生まれ。1920年から1924年までシュテルン音楽院に在籍し、ルドルフ・マリア・ブレイトハウプトにピアノ、グスタフ・ブンケに作曲、アレクサンダー・フォン・フィーリッツに指揮法を学んだ。卒業後はベルリンのマインハルト・ベルナウアー・ビューネンの指揮者となり、1926年にはニュルンベルクに移ってフェーブス・パラストで指揮を執るようになった。1928年から1930年までベルリンのエメルカ劇場の指揮者となり、1934年から1944年、ベルリンのメトロポール劇場とアドミラルパラスト及びドレスデン中央劇場の指揮者を務めた。1944年にはベルリン帝国放送の指揮者となり、1945年にハンブルク放送の軽音楽担当の指揮者になった。1947年からはミュンヘン放送に籍を置き、1952年にミュンヘン放送管弦楽団が設立されると初代首席指揮者となり、1967年までその任に当たった。1968年に演奏活動から引退している。
ミュンヘンにて没。